# Landbrugsstyrelsen
Landbrugsstyrelsen, indtil 1. februar 2017 NaturErhvervstyrelsen, er en dansk styrelse under Miljø- og Fødevareministeriet, som blev dannet i oktober 2011 ved en sammenlægning af FødevareErhverv, Fiskeridirektoratet og størstedelen af Plantedirektoratet. Styrelsen hed indtil 7. august 2017 Landbrugs- og Fiskeristyrelsen, men fiskeriområdet blev ved kongelig resolution flyttet til Udenrigsministeriet og samlet i Fiskeristyrelsen.
Styrelsen har ansvaret for den del af erhvervslivet, der arbejder i og med naturen; fødevareerhverv og landbrug. En stor del af arbejdsopgaverne er regulering og kontrol, men man arbejder også med tilskud, udviklingsprogrammer og vejledning.
Styrelsen beskæftiger 1.200 ansatte og har hovedsæde i Nyropsgade i København, men har desuden ca. 20 kontorer rundt i landet I forbindelse med Udflytningen af statslige arbejdspladser i 2015 flyttes henover årene 2016-2017 376 stillinger fra København til Augustenborg på Als.
Direktionen for NaturErhvervstyrelsen består pr 1. januar 2017 af direktør Jette Petersen samt kontrol- og fiskeridirektør og Reder Anders Munk Jensen, kunde- & produktionsdirektør Steen Silberg Thomsen og Økonomi- og IT-direktør Sarah Børner. En ledig stilling som EU-direktør ved at blive besat.